# Serhij Javors'kyj
Serhij Oleksandrovyč Javors'kyj (in ucraino Сергій Олександрович Яворський?; traslitterazione anglosassone: Serhiy Oleksandrovych Yavorskyi; Donec'k, 5 luglio 1989) è un calciatore ucraino, centrocampista del Vachš.

## Carriera

### Club
Ha giocato nella prima divisione ucraina.

### Nazionale
Ha giocato nelle nazionali giovanili ucraine Under-17, Under-19 ed Under-21.

## Palmarès

### Club

#### Competizioni nazionali
- Perša Liha: 1

Illičivec': 2007-2008